# 五鹿屋夜高祭
五鹿屋夜高祭（ごかやよたかまつり）とは、富山県砺波市で数多く行われている夜高祭の一つで、毎年6月の第2金曜・土曜日に行われている。

## 概要
五鹿屋地区は北陸自動車道砺波インターチェンジの南から南南東側にある、かつての五鹿屋村だった地域である。夜高行燈4基は、「寺島」、「荒高屋」、「鹿島（かのしま）」、「上村」の町が受け持っており、夜高行燈を練り回す富山県西部で数多く行われている夜高祭の一つだが、唯一神事として行われる福野夜高祭とは異なり、五穀豊穣などを願う田祭りとして行われる祭りである。
なお、砺波市内で現在最も盛大に行われている、砺波夜高祭りや庄川夜高行燈よりも古い歴史をもつ。
「鹿島」は2014年（平成26年）より、同日に行われる砺波夜高祭りの練り回しと突き合せ（あんどんのぶつけ合い）に参加しているため、自町内での練り回しは、1週間早い6月の第1金曜・土曜日に行っている。

## 日程
一日目
- 上村・寺島・荒高屋地区 練り回し。

二日目
- 21時〜夜高太鼓、夜高節の発表会
- 21時半ごろ〜夜高あんどんの突き合せ（ぶつけ合い）